# Tantra

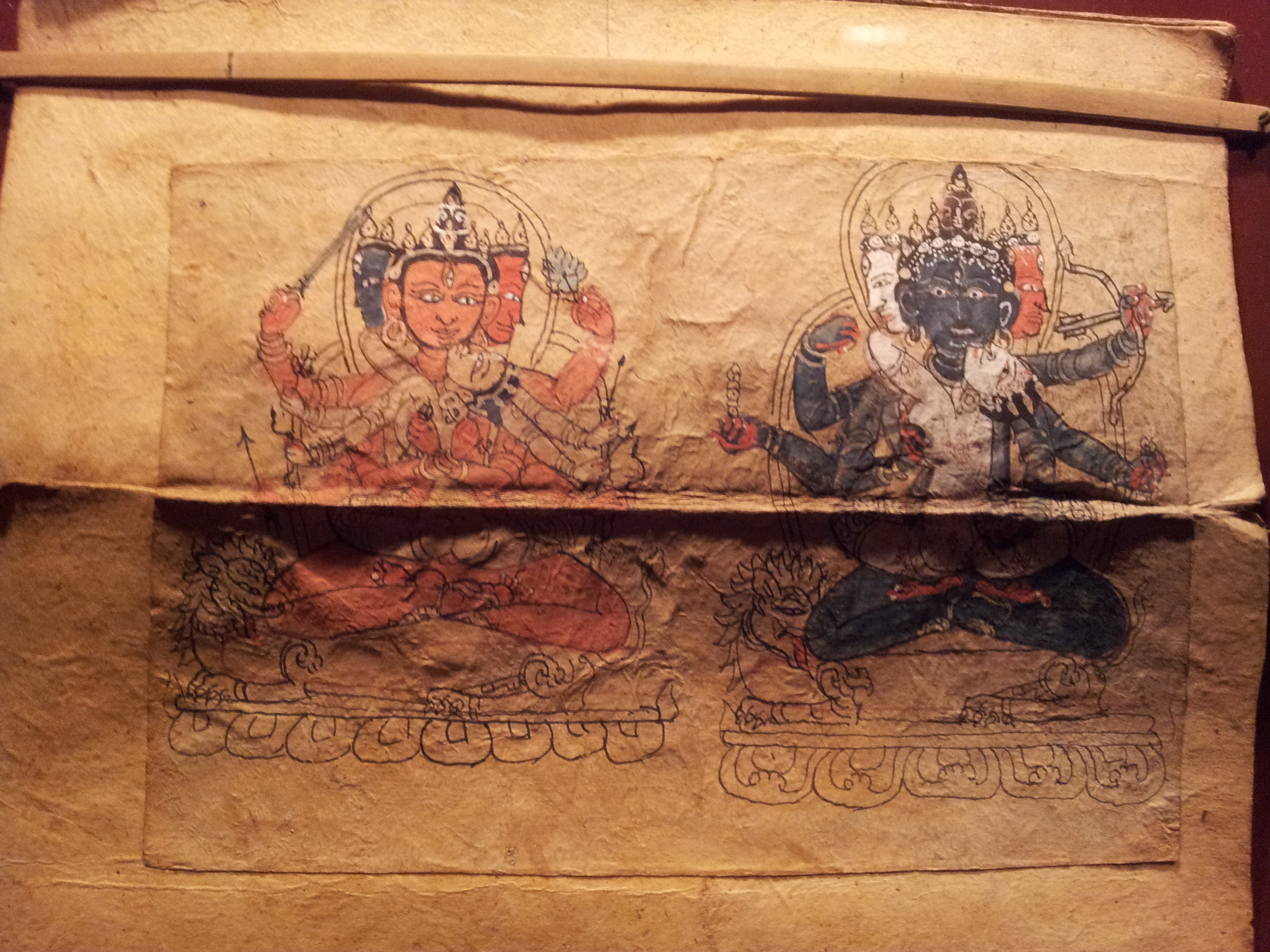
Tantra - ilustracja z muzeum Patan w Nepalu

Tantra – rodzaj dzieła, właściwy dla tantryzmu śaktyjskiego, dźinijskiego i buddyjskiego. Tantra to tekst ezoteryczny, może zawierać zarówno opisy doktryny jak i praktyk tantryzmu.

## Źródłosłów i geneza
- Tantra znaczeniowo nawiązuje do pojęcia włókno[3].
- Genezy tych pism upatruje się wśród niebramińskich ascetów, zamieszkujących w miejscach kremacji zwłok[4].

W tantrach omawia się problematykę opętania i egzorcyzmowania. 
Najwcześniejsze tantry zostały napisane w sanskrycie pomiędzy VI a X wiekiem n.e.. Tantry są związane z hinduizmem, istnieje jednak duży zbiór tantr, które są fundamentalne dla buddyzmu wadżrajana a także dla dźinizmu. Społeczności, które odwołują się do tantr uważają je za objawienie ważniejsze niż Wedy.
Religia tantryczna we wczesnym średniowieczu rozwijała się w Nepalu i Kaszmirze. Od XI wieku tantry wywierały istotny wpływ na hinduizm na terenie całych Indii.

## Tantry w tantryźmie
Tantry są znane i popularyzowane na zachodzie poprzez zawarte w nich elementy erotyczne, jednak większość ich treści dotyczy zróżnicowanych tematów. Stanowią podstawę rytuałów.
Głównym tematem tantr jest kama, czyli szeroko rozumiane pożądanie. W odróżnieniu od innych tradycji religijnych tantryzm uznaje pożądanie za środek prowadzący do duchowego wyzwolenia, a nie przeszkodę dla duchowości. Pożądanie (kama) nie jest ograniczone jedynie do seksualności, ale obejmuje różne rodzaje przyjemności zmysłowych (np. muzykę, jedzenie, perfumy). Pożądanie jest mocno związane z obowiązkami społecznymi i religijnymi (Dharma), jak również z dążeniem do władzy i bogactwa (Artha). Tantryzm uznaje tak rozumiane pożądanie za narzędzie, które można wykorzystać do obudzenia i wyrażenia energii zawartej w ciele i kosmosie. Pożądanie jest przyczyną wszystkiego, końcem wszystkiego i energią, która utrzymuje cały wszechświat przy życiu.
Poszerzanie wpływów tantr w Południowej Azji wiązało się z siecią świątyń poświęconych bogini Śakti. Według mitu lokalizacje świątyń są wyznaczone przez części ciała bogini rozrzucone po świecie. Jedną z najstarszych i najważniejszych dla tantryzmu świątyń jest Kamakhya (w stanie Asam, Indie), według legendy świątynia odpowiada miejscu, gdzie zostały rzucone genitalia bogini. W X wieku n.e. przy świątyni działała szkoła założona przez Matsjendranatha, uważanego za jedną z najważniejszych postaci w rozwoju tantr buddyjskiej i hinduistycznej.
Praktyki tantry dzielą się na metody „lewej ręki“ i „prawej ręki“. Te pierwsze obejmują działania uznawane za nieczyste w tradycyjnym hinduizmie takie jak spożywania mięsa, ryb, alkoholu czy rytuały seksualne. Te drugie interpretują zakazane substancje i działania w sposób metaforyczny, jako symbole stanów duchowych.